# Archidiecezja Fianarantsoa
Archidiecezja Fianarantsoa – diecezja rzymskokatolicka na Madagaskarze, powstała w 1913 jako wikariat apostolski. W 1955 podniesiona do rangi diecezji, a w 1958 – archidiecezji. 

## Biskupi diecezjalni
- Charles Givelet, S.J. † (1913–1935)
- Xavier Ferdinand J. Thoyer, S.J. † (1936–1962)
- Gilbert Ramanantoanina, S.J. † (1962–1991)
- Philibert Randriambololona, S.J. † (1992–2002)
- Fulgence Rabemahafaly (od 2002)